# Dzwon „Piotr”

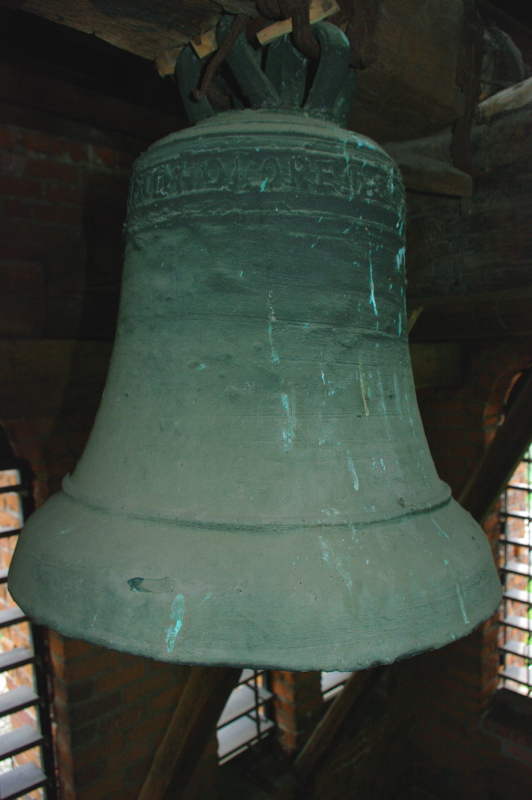
Dzwon "Piotr" z 1314 roku, na wieży kościoła św. Jakuba w Sandomierzu

Piotr – najstarszy średniowieczny datowany dzwon w Polsce i jeden z najstarszych średniowiecznych dzwonów kołysanych w Polsce i Europie Środkowej. Znajduje się w kościele św. Jakuba  w Sandomierzu. Odlany został przez anonimowego ludwisarza. Zawieszono go w 1314 r.
Zdobi go łacińska inskrypcja: 
AD HONOREM SANCTI PETRI APOSTOLI FUSA SUM + ANNO DOMINI M CCC XIIII
Polskie tłumaczenie:
Ku czci świętego Apostoła Piotra zostałem odlany + Roku Pańskiego 1314
Dzwon był nieużywany. Po kilkudziesięcioletniej przerwie zabił w Noc Zmartwychwstania Pańskiego z 19 na 20 kwietnia 2014 r.

## Dane
- ton uderzeniowy: Gis2
- masa: ok. 400 kg
- średnica klosza 59 cm
- wysokość z koroną: 72 cm